# Эрмида (Вила-Реал)
Эрмида (порт. Ermida) — населённый пункт и район в Португалии, входит в округ Вила-Реал. Является составной частью муниципалитета Вила-Реал. По старому административному делению входил в провинцию Траз-уж-Монтиш и Алту-Дору. Входит в экономико-статистический субрегион Доуру, который входит в Северный регион. Население составляет 546 человек на 2001 год. Занимает площадь 7,42 км².
Покровителем района считается Санта-Комба (порт. Santa Comba).